# Volo Tarom 371
Il volo Tarom 371 era un volo passeggeri di linea internazionale dall'aeroporto di Bucarest-Henri Coandă, in Romania, all'aeroporto di Bruxelles-National, in Belgio. Il volo era operato dalla compagnia di bandiera rumena TAROM. Il 31 marzo 1995, un Airbus A310 in volo su tale tratta è precipitato subito dopo il decollo, vicino a Balotești. È ritenuto che le cause dell'incidente fossero un difetto all'automanetta e un malessere del comandante, che lo ha reso incosciente. Tutte le 60 persone a bordo sono rimaste uccise nello schianto, che rimane ancora oggi il più grave disastro aereo avvenuto in Romania.

## L'aereo

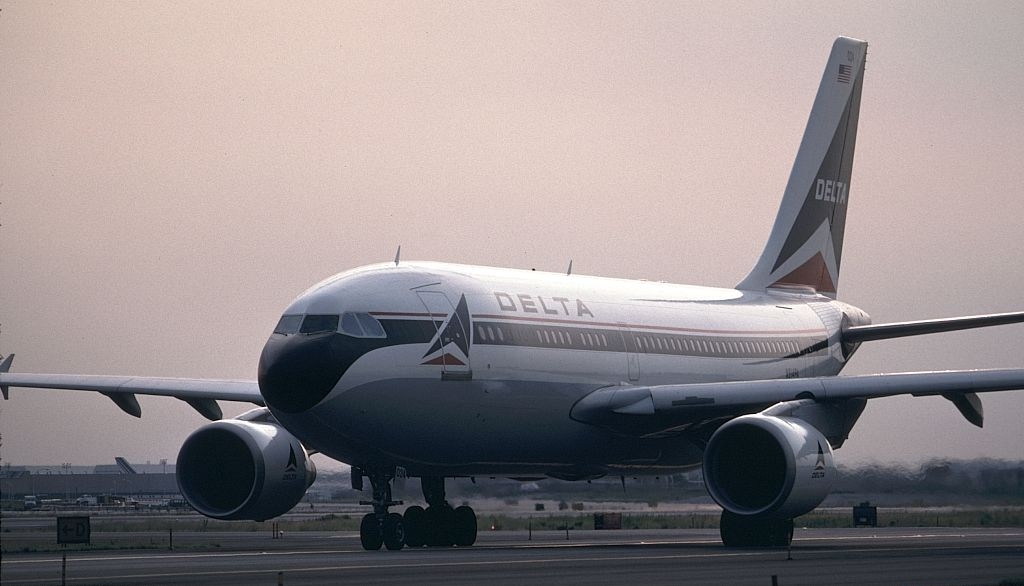
L'aereo quando era ancora in servizio sotto la Delta Air Lines.

L'aereo era un Airbus A310-324 con codice di registrazione YR-LCC, numero di serie (MSN) 450 e chiamato Muntenia come l'omonima regione rumena; volò per la prima volta nel 1987. Fu consegnato a Pan American World Airways, registrato come N814PA e denominato Clipper Liberty Bell. Dopo la chiusura della Pan Am nel 1991 venne trasferito alla flotta di Delta Air Lines con la stessa immatricolazione. TAROM l'acquista e lo prende in consegna nell'aprile 1994, registrandolo come YR-LCC.
Era alimentato da due motori Pratt & Whitney e, al momento dell'incidente, aveva volato per 31092 ore e completato 6216 cicli. Il suo certificato di aeronavigabilità era stato rilasciato il 13 aprile 1994.

## Passeggeri ed equipaggio
L'aereo trasportava 49 passeggeri e 11 membri dell'equipaggio. 32 dei passeggeri provenivano dal Belgio, 9 dalla Romania, tre dagli Stati Uniti, due dalla Spagna, uno dalla Francia, uno dalla Thailandia e uno dai Paesi Bassi.
| Nazionalità | Passeggeri | Equipaggio | Totale |
| ----------- | ---------- | ---------- | ------ |
| Belgio      | 32         | 0          | 32     |
| Romania     | 9          | 11         | 20     |
| Francia     | 1          | 0          | 1      |
| Regno Unito | 1          | 0          | 1      |
| Stati Uniti | 3          | 0          | 3      |
| Spagna      | 2          | 0          | 2      |
| Paesi Bassi | 1          | 0          | 1      |
| Thailandia  | 1          | 0          | 1      |
| Total       | 49         | 11         | 60     |

Il comandante era Liviu Bătănoiu, 48 anni. Aveva un totale di 14312 ore di volo, di cui 1735 sugli Airbus A310. Si era laureato alla Aurel Vlaicu Military Aviation School nel 1969. Prima del volo per Bruxelles, aveva percorso la tratta Bucarest - Tel Aviv. L'ultimo addestramento era avvenuto il 12 novembre 1994, pochi mesi prima dell'incidente, in una struttura di Swissair a Zurigo, Svizzera.
Il primo ufficiale era il 51enne Ionel Stoi. Aveva un totale di 8988 ore di volo, incluse 650 sugli Airbus A310. Si era laureato, come il comandante, alla Aurel Vlaicu Military Aviation School, nel 1968. Prima del volo per Bruxelles, aveva percorso la tratta Chicago - Shannon. Aveva effettuato l'ultimo addestramento il 21 settembre 1994, presso una struttura di Swissair a Zurigo, Svizzera.

## L'incidente
Il volo Tarom 371 decollò alle 09:06:44 ora locale (06:06:44 UTC) dalla pista 08R, con il primo ufficiale Stoi ai comandi dell'aereo. L'equipaggio era a conoscenza di un'anomalia preesistente alle manette di spinta, perciò toccava al comandante Bătănoiu sorvegliarle durante la salita. Il copilota gli chiese di retrarre flap e slat. Il comandante riuscì a retrarre i flap, ma non gli slat. Notando questo, Stoi gli chiese quale fosse il problema. Bătănoiu gli disse che si sentiva male, poi tacque, apparentemente per una perdita di conoscenza. Mentre ciò accadeva, il motore sinistro dell'aereo tornò al minimo, quello destro rimase alla potenza di salita; ciò provocò un'asimmetria nella spinta. La velocità iniziò a diminuire e l'aereo si inclinò a sinistra. Preoccupato a cercare di svegliare il comandante, il primo ufficiale non notò il rollio a sinistra in rapido aumento. Alle 09:08:18 ora locale, l'asimmetria di spinta raggiunse il valore massimo di 0,42, e l'aereo si inclinò ulteriormente a sinistra, ad un angolo di 45,09 gradi. Il registratore dei dati di volo ha registrato un tentativo di attivazione del pilota automatico e una riduzione della spinta del motore n.2. Il primo ufficiale disinserì il pilota automatico e l'aereo iniziò a perdere rapidamente quota, precipitando. Stoi gridò: "That one has failed!". In quel momento, l'aereo stava precipitando con un angolo di inclinazione di -61,5 gradi. Si schiantò a terra alle 09:08:34 vicino a Balotesti, ad una velocità di 324 nodi (600 km/h).
La torre di controllo di Bucarest cercò freneticamente di contattare il volo 371, senza riuscirci. Chiese anche ad un altro aereo che volava nelle vicinanze e al centro di Tarom di contattare il volo 371. Dopo aver confermato la perdita di tutti i contatti, la torre emise un DETRESFA riguardo al volo. Le squadre di ricerca e soccorso si riunirono e trovarono il luogo dell'incidente. L'aereo si polverizzò nell'impatto, che lasciò un cratere profondo 6 metri. Tutte le 60 persone a bordo rimasero uccise nello schianto.

## Le indagini

### Indagine tecnica
Durante l'ispezione al registro di bordo dell'Airbus, gli investigatori hanno scoperto che c'era un problema con il sistema di spinta automatica (ATS) del velivolo. Iniziata la salita, appena dopo il decollo, a volte il motore n.1 aveva una tendenza a tornare al minimo quando si passava dalla potenza di decollo a quella di salita. Le cause erano sconosciute. Dopo un intervento di manutenzione, il guasto non si era verificato nuovamente fino al 16 marzo 1995. Tuttavia, i tecnici avevano avvertito della possibile ricomparsa di tale problema. Dalla storia dell'aereo, ottenuta dalla FAA, si è scoperto che anche durante le operazioni con Delta Air Lines erano stati segnalati malfunzionamenti simili. Delta ha eseguito le stesse azioni di TAROM.
Airbus era a conoscenza del problema. Questo difetto poteva causare il blocco di entrambe le manette e la disattivazione dell'automanetta, o la riduzione al minimo di una delle due manette senza la disconnessione di quella automatica. Gli investigatori hanno affermato che la causa più probabile di questo malfunzionamento era l'eccessivo attrito nei collegamenti tra le manette e le unità di accoppiamento dell'ATS. Al momento dell'incidente, il manuale operativo per l'equipaggio (FCOM) emesso da Airbus non includeva procedure per far fronte all'anomalia. Tuttavia erano presenti nel FCOM emesso da TAROM e Swissair.

#### Rapporto finale
Nel rapporto finale viene riportato l'elenco delle scoperte fatte durante l'indagine:
1. di tutti i sistemi dell'aereo, l'unico che può essere considerato implicato nell'incidente è l'ATS;
2. la storia dell'aereo era segnata da una serie di malfunzionamenti dell'ATS, presenti anche quando il velivolo era operato da Delta Air Lines;
3. il malfunzionamento era avvenuto anche durante il volo precedente, ma non era stato segnalato;
4. Airbus sapeva di questo possibile difetto del sistema, montato sugli A300, A300-600 e A310 costruiti prima del 1986, ed aveva emesso un documento tecnico;
5. le indicazioni per rimuovere questo difetto, contenute nel documento tecnico, sono state integrate nel processo di produzione degli aeromobili, senza però essere estese anche agli aerei già prodotti attraverso un bollettino di manutenzione obbligatoria;
6. Tarom non ha mai avuto guasti di questo tipo a nessuno dei suoi aerei, prima di YR-LCC;
7. prima dell'incidente, nessun manuale dell'aereo prevedeva questo tipo di malfunzionamento, nonostante le suddette schede tecniche lo riportassero. Tarom non ha ricevuto queste schede né da Swissair, la quale si occupava dell'addestramento dei piloti, né da Airbus stessa.
8. il comandante ha deciso di controllare le manette;
9. all'altitudine corrispondente al settaggio della potenza di salita, il capitano, probabilmente, stava utilizzando il FMS per inserire le autorizzazioni del controllore di volo, non controllando le manette;
10. non c'è stata nessuna callout al settaggio delle manette in "potenza di salita";
11. il comandante non ha reagito, probabilmente a causa di un malore;
12. il copilota non è mai stato a conoscenza dell'asimmetria di spinta;
13. a un certo punto, il copilota ha perso il controllo dell'aereo;
14. il registratore dei dati di volo mostrava una posizione diversa dei pedali del timone rispetto a quella effettiva del timone. La posizione dei pedali non era registrata correttamente nella scatola nera a causa del montaggio errato di un sensore.

I fattori che hanno contribuito all'incidente sono stati individuati essere:
1. l'asimmetria nella spinta;
2. il possibile malore del pilota, e quindi la sua inabilitazione;
3. le insufficienti azioni correttive intraprese dal copilota allo scopo di ovviare alle conseguenze dei primi due fattori.

### Indagine penale
Nel marzo 1995, la Procura presso il Tribunale di Bucarest ha avviato un'indagine penale con l'obiettivo di stabilire le circostanze dell'incidente aereo. Nel 1997, il caso è stato trasferito dall'Ufficio del Procuratore presso il Tribunale di Bucarest all'Ufficio del Procuratore presso la Corte d'Appello di Bucarest per mancanza di competenza giuridica. Da allora il caso è rimasto irrisolto e nel 2008, su richiesta del procuratore generale Laura Codruța Kövesi, è stato rivelato che i fascicoli del caso erano completamente scomparsi.

## Il memoriale
Un memoriale dedicato alle vittime dell'incidente è stato eretto nelle vicinanze del luogo dello schianto.

## Cultura di massa
L'incidente del volo Tarom 371 è descritto nel sesto episodio della stagione 19 della serie televisiva Indagini ad alta quota. L'episodio si intitola "Una salita fatale".